# Đan sâm
Đan sâm (giản thể: 丹参; phồn thể: 丹參; bính âm: dānshēn), danh pháp hai phần: Salvia miltiorrhiza, (cách viết khác Salvia miltiorhiza), hay huyết sâm, xích sâm, huyết căn, cứu thảo, xôn đỏ, là một loài thực vật sống lâu năm trong chi Salvia, được đánh giá cao do rễ của nó được sử dụng trong y học cổ truyền Trung Hoa. Là loài bản địa của cả Trung Quốc và Nhật Bản, nó sinh sống tại các khu vực có độ cao từ 90 tới 1.200 m trên mực nước biển, ưa các môi trường nhiều cỏ trong rừng, sườn núi, dọc các bờ suối. Vỏ ngoài của rễ cái có màu đỏ, là phần được sử dụng trong y học. Phần tên gọi cho loài miltiorrhiza có nghĩa là "nước màu đỏ chiết ra từ rễ".

## Thành phần hoạt hóa
Thành phần hoạt hóa của đan sâm có thể chia ra thành các chất hòa tan trong nước và các chất hòa tan trong mỡ.
- Các chất hòa tan trong nước: axít caffeic và các hợp chất phenolic liên quan như axít protocatechuic, axít lithospermic B, axít rosmarinic, axít 3,4-dihydrophenyllactic, protocatechualdehyde[4] v.v
- Các chất hòa tan trong mỡ: Các tanshinon (các quinon diterpenoit như dihydrotanshinon I, cryptotanshinon, tanshinon I, tanshinon II)[5], là các chất tạo ra màu nâu đỏ của rễ[4].

## Sử dụng

### Y học
Trong y học cổ truyền Trung Hoa, đan sâm từng được sử dụng để ngăn ngừa và điều trị một số chứng bệnh liên quan tới tim mạch và đột quỵ. Các kết quả từ nghiên cứu lâm sàng trên người và động vật cũng hỗ trợ cho việc sử dụng đan sâm vào các mục đích này ở một mức độ nhất định do đan sâm có khả năng làm giảm vón cục máu theo ít nhất là 2 cách. Thứ nhất, nó hạn chế độ dính của các thành phần máu gọi là tiểu huyết cầu. Nó cũng làm giảm việc tạo ra các tơ huyết (fibrin), các sợi protein có khả năng bắt giữ các tế bào máu để tạo ra các cục nghẽn. Cả hai tác động này giúp cải thiện lưu thông máu. Ngoài ra, các hóa chất có trong đan sâm có thể nới lỏng và giãn nở các mạch máu, đặc biệt là các mạch máu gần tim. Trong các nghiên cứu trên động vật, các hóa chất trong đan sâm cũng cho thấy tác dụng bảo vệ các lớp lót bên trong của các động mạch, giảm khả năng bị thương tổn của chúng. Một số nghiên cứu khác lại gợi ý rằng đan sâm có tiềm năng làm tăng lực đẩy của nhịp tim và làm giảm nhịp tim một chút. Các tác động này có tiềm năng cải thiện các chức năng tim và giúp cho việc phục hồi chức năng sau đột quỵ, nhưng nói chung cần có thêm các nghiên cứu khác trước khi có thể khuyến cáo sử dụng đan sâm.

### Cơ chế dược lý
Trong nghiên cứu trên động vật, đan sâm dường như cản trở sự phát triển của xơ hóa gan—sự hình thành của các sợi dạng sẹo trong gan. Do các sợi không chức năng này chèn lấn các mô hoạt động của gan, nêng của các chất có tiềm năng gây xơ hóa gan sẽ có thể giảm xuống và như thế cũng làm giảm rủi ro bị tổn thương do chúng gây ra. Các kết quả từ một số nghiên cứu trên động vật chỉ ra rằng đan sâm cũng có thể bảo vệ các mô thận khỏi thương tổn do bệnh đái đường gây ra. Tại Trung Quốc, đan sâm được nghiên cứu trong điều trị bệnh tụy cấp tính, tổn thương trong và các viêm nhiễm nguy hiểm có thể xảy ra từ tuyến tụy. Tất cả các tính chất dược học có thể có của đan sâm trong việc bảo vệ nội tạng cần được nghiên cứu tiếp.

### Phát hiện gần đây
Gần đây, các kết quả sơ bộ từ nghiên cứu trong phòng thí nghiệm chỉ ra rằng đan sâm có thể có tác động hoạt hóa chống lại các tế bào ung thư ở người cũng như HIV (virus gây ra AIDS). Đan sâm có thể ngăn chặn sự lan truyền của một vài kiểu tế bào ung thư khác nhau bằng cách ngăn chặn sự phân bào và làm cho các tế bào ung thư bị phân hủy. Đối với HIV, các hóa chất có trong đan sâm có thể ngăn chặn sự hoạt động của một enzym là HIV-1 integraza, là enzym mà virus cần để nhân bản. Chưa có thử nghiệm nào trên người được thực hiện cho các tính năng này của đan sâm.

## Hình ảnh

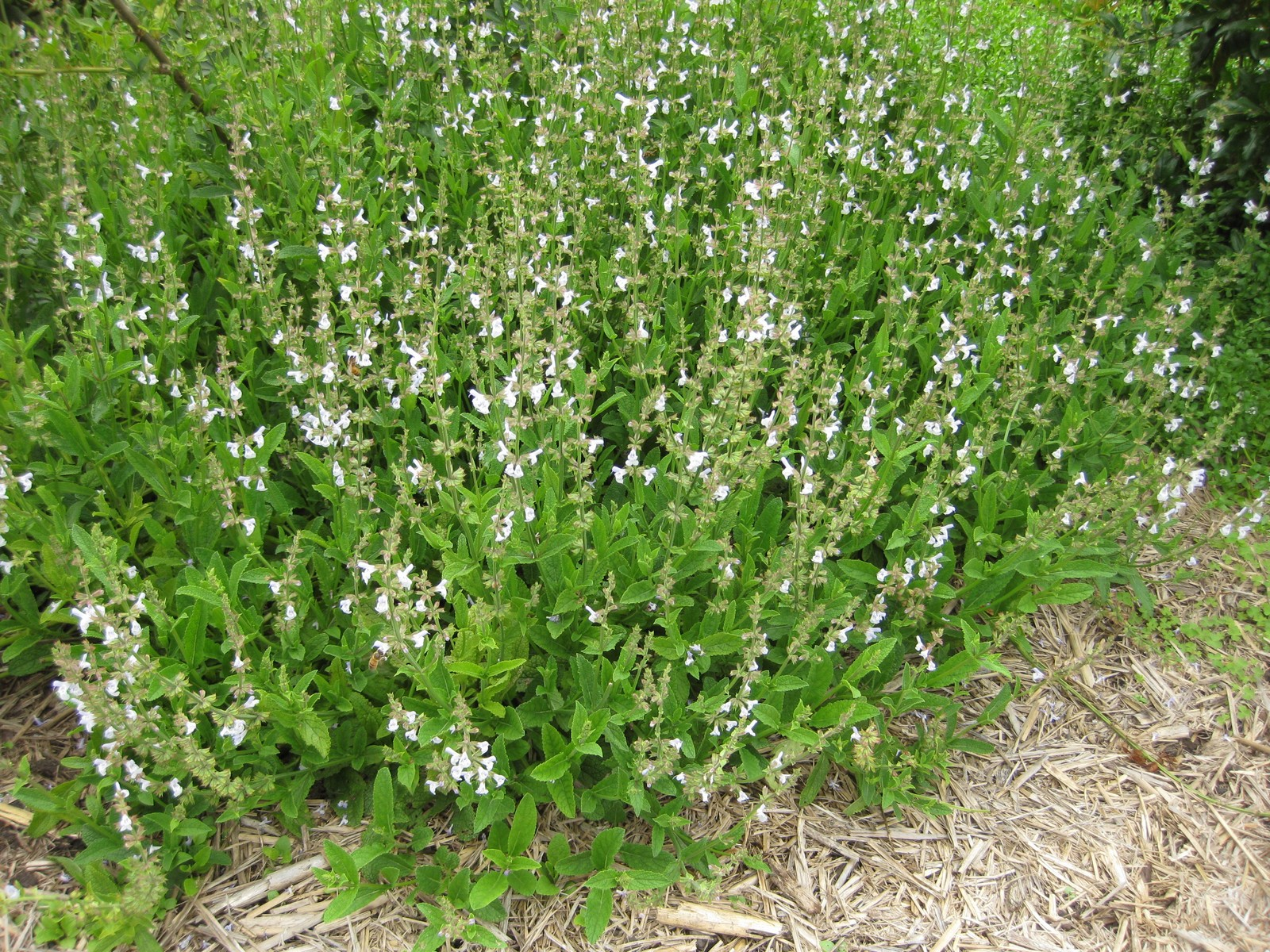
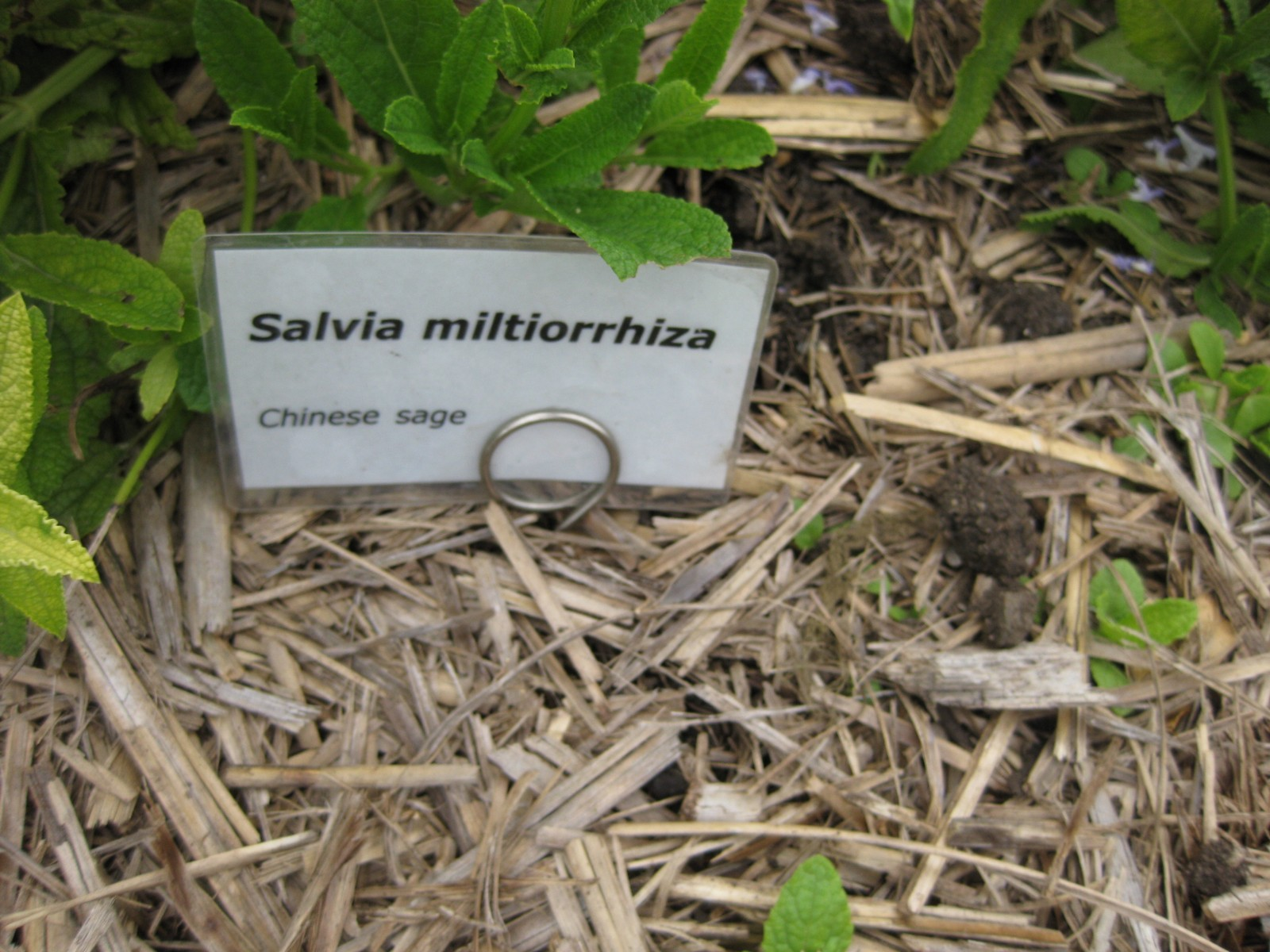